# Dobran Božič

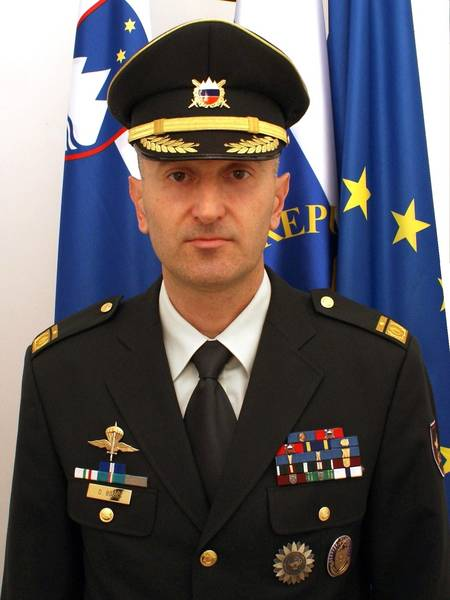
Dobran Božič

Dobran Božič (* 22. September 1964 in Trbovlje) ist ein slowenischer Generalmajor und von 2012 bis 2014 Befehlshaber der Slowenischen Streitkräfte.

## Leben
Dobran Božič wurde am 22. September 1964 in Trbovlje (deutsch Trifail) in Zentralslowenien geboren. Der General ist verheiratet und Vater zweier Töchter.

### Militärische Laufbahn
Nach verschiedenen anderen Aufgaben, wurde er am 27. Februar 2012 zum militärischen Befehlshaber der slowenischen Streitkräfte ernannt. Diesen Posten hatte er bis Oktober 2014 inne, als er von Andrej Osterman abgelöst wurde.